# ماغنوس تيديمان
ماغنوس تيديمان مواليد 9 أبريل 1963 في أوبسالا، هو لاعب كرة مضرب سويدي سابق بدأ مسيرته كمحترف سنة 1980 وكان يلعب باليد اليمنى، اعتزل اللعب في 1989. أعلى تصنيف له في الفردي كان المركز الـ 100 في سنة 1983. أعلى تصنيف له في الزوجي كان المركز الـ 43 في سنة 1988.

## النهائيات
| الحصيلة | الرقم | التاريخ | الدورة                           | الأرضية | الشريك           | المنافس في النهائي              | النتيجة في النهائي |
| ------- | ----- | ------- | -------------------------------- | ------- | ---------------- | ------------------------------- | ------------------ |
| الفوز   | 1.    | 1983    | بوردو, فرنسا                     | ترابية  | ستيفان سيمونسون  | فرانسيسكو يونس خوان كارلوس يونس | 6–4, 6–2           |
| الوصافة | 1.    | 1987    | بطولة شتوتغارت المفتوحة, ألمانيا | ترابية  | ميكائيل بيرنفورس | ريك ليتش تيم باوسات             | 3–6, 4–6           |

## روابط خارجية
- ماغنوس تيديمان على موقع رابطة محترفي التنس (الإنجليزية)
- ماغنوس تيديمان على موقع الاتحاد الدولي لكرة المضرب (الإنجليزية)
- ماغنوس تيديمان على موقع خلاصة التنس.كوم (الإنجليزية)